# Siegfried Rosenberg (Numismatiker)
Siegfried Rosenberg (geboren 28. März 1867 in Hannover; gestorben 15. März 1932 ebenda) war ein deutscher Numismatiker, Münzhändler und Auktionator.

## Leben
Siegfried Rosenbergs Vater war der hannoversche Münzhändler Hermann Siegfried Rosenberg, Gründer des Auktionshauses H. S. Rosenberg, die Mutter die aus Bad Pyrmont stammenden Betty, geborene Rosenbaum.
1898 übernahm Rosenberg die väterliche Münzhandlung in der Goethestraße 43 und erarbeitete ab Ende des 19. Jahrhunderts eine Reihe von Versteigerungskatalogen, in denen unter anderem bis dahin kaum bekannte Münzen und Medaillen dargestellt wurden.
Die von Rosenberg Anfang des 20. Jahrhunderts herausgegebenen Bücher über die Sammlung von Wilhelm Freiherr Knigge und die Sammlung Dr. Mann bildeten zugleich Nachschlagewerke.
Zum 70. Geburtstag des Firmengründers stifteten Siegfried und sein Bruder Sally Rosenberg eine Medaille mit dem Porträt ihres Vaters.
Rosenberg, der insbesondere für das Gebiet der Numismatik Niedersachsens „als erste Autorität galt“, starb in Hannover im 64. Lebensjahr. Er hinterließ keine Kinder, seine Firma wurde aufgelöst, seine Münzen und Medaillen noch im Todesjahr im Cafe Continental durch Henry Seligmann versteigert.